# Макарія
Макарія (грец. Makaria) — дочка Геракла та Деяніри.
Коли оракул провістив, що перемогу над Еврістеєм буде здобуто тільки після принесення людської жертви, Макарія добровільно прирекла себе на смерть
За іншими джерелами Макарія донька Аїда та Персефони і богиня блаженої смерті. .